# Iry-Hor
Iry-Hor – władca starożytnego Egiptu z dynastii 0. Panował nad Abydos i tam został pochowany. Jego imię znaczy Należący do Horusa lub Towarzyszący Horusowi. Następcą Iry-Hora był Ka.

## Grób
Został pochowany w Abydos, Umm al-Kaab. Jego grób składa się z dwóch komór: B1 o wymiarach 2,5 m × 7 m oraz B2 o wymiarach 4,30 m × 2,50 m. W mniejszej komorze znaleziono fragmenty ceramiki z imieniem Iry-Hor. Do niego należy najstarszy grób w Umm al-Kaab.

## Imię
| G5 |

| G5 |

| r |

| r |

| r |

| r |

| G5 |

| G5 |

| r |

| r |

| r |

| r |